# Mentuherkhepxef A
Mentuherkhepexef (mntw-ḥr-hpšf, "Mentu és amb el seu braç fort") va ser un princep egipci de la XIX Dinastia. Era fill del faraó Ramsès II i el cinquè fill de la processó dels prínceps després dels seus germanastres; Amonherkhepsef, Ramsès, Pareheruenemef i Khaemuese.
| mn · n · V13 | D2 | F24 · f |

| mn · n · V13 | D2 | F24 · f |

Mentuherkhepexef va participar en la batalla de Cadeix l'any 5 i al setge de Dapur l'any 10. Hi ha una menció de Mentuherkhepxef en una estela de Bubastis, una antiga ciutat situada a la regió oriental del delta del Nil. A més, hi ha una estàtua seva que actualment es troba a Copenhaguen, Dinamarca. Mentuherkhepexef apareix com a Mentuheruenemef en una inscripció trobada al temple de Luxor, possiblement indicant diferents títols o rols que va exercir durant la seva vida. Va compartir els títols de "Primer auriga de la seva majestat" i de "Supervisor dels cavalls" amb el seu germanastre Pareheruenemef